# Гетерозит

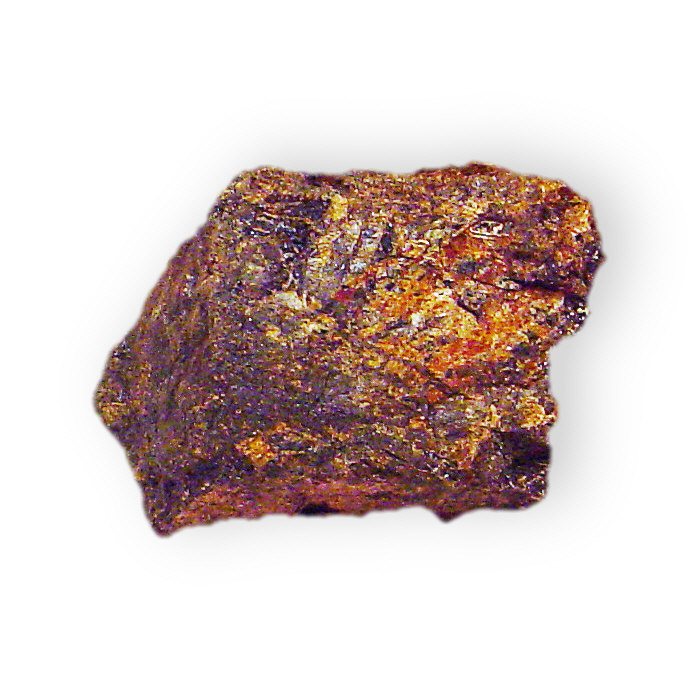
Гетерозит

Гетерозит (рос. гетерозит; англ. heterosite; нім. Heterosit m) — фосфат заліза і марганцю острівної будови.

## Етимологія та історія
Гетерозит вперше був виявлений в Les Hureaux поблизу міста Сен-Сильвестр у Верхній В'єні, Франція. Науково описаний у 1825 році французьким виробником порцеляни, геологом та мінералогом Франсуа Аллуо.

## Загальний опис
Хімічна формула: (Fe3+, Mn3+)[PO4].
Склад у %: Fe2O3 — 38,36; Mn2O3 — 12,08; P2O5 — 43,45. Домішки: H2O, CaO, Li2O, Na2O, MgO, MnO.
Сингонія ромбічна.
Утворює суцільні маси і таблитчасті кристали.
Густина 3,52.
Твердість 5,5-6.
Колір чорний.
Риса червона.
Блиск напівметалічний.
Поширений мінерал зони окиснення пегматитів, які містять фосфати заліза і марганцю.

## Різновиди
Розрізняють:
- гетерозит марганцевистий (відміна гетерозиту, яка містить марганець у співвідношенні Mn: Fe від 1:1 до 2:1);
- гетерозит натріїстий (суміш алюодиту з пурпуритом).